# Contre-la-montre féminin aux championnats d'Europe de cyclisme sur route 2021
 (septembre 2021).
Si vous disposez d'ouvrages ou d'articles de référence ou si vous connaissez des sites web de qualité traitant du thème abordé ici, merci de compléter l'article en donnant les références utiles à sa vérifiabilité et en les liant à la section « Notes et références ».
Le contre-la-montre féminin des championnats d'Europe de cyclisme sur route 2021 a lieu le 9 septembre 2021 à Trente, en Italie. Il est remporté par la Suissesse Marlen Reusser.

## Parcours
Le parcours  du contre-la-montre est long de 22,4 kilomètres et entièrement plat. Le MUSE est le point de départ des coureurs, tandis que la ligne d'arrivée se trouve sur la Piazza delle Donne Lavoratrici. Les parties les plus techniques du parcours du contre-la-montre sont proches du départ et de l'arrivée, avec des virages à 90 degrés et la traversée de plusieurs ronds-points dans le centre-ville, tandis que le reste du parcours comporte de longues lignes droites.

## Récit de la course
Le premier temps de référence est réalisé par Lisa Klein. Lisa Brennauer réalise le meilleur temps au passage intermédiaire, mais cette marque ne dure pas, Marlen Reusser qui la suit la battant. Ellen van Dijk a sept secondes de retard au premier intermédiaire. Cependant, Marlen Reusser est clairement la plus forte. Elle double Brennauer puis va s'imposer avec une minute d'avance. C'est la première vainqueur du championnats d'Europe du contre-la-montre qui ne soit pas néerlandaise.

## Classement
| \| Classement général \| Classement général \| Classement général \| Classement général \| Classement général \| \| Coureur \| Coureur \| Pays \| Équipe \| Temps \| \| ------------------ \| ------------------ \| ------------------ \| ------------------ \| ------------------ \| \| 1re \| Marlen Reusser \| Suisse \| Suisse \| 27 min 12 s \| \| 2e \| Ellen van Dijk \| Pays-Bas \| Pays-Bas \| + 20 s \| \| 3e \| Lisa Brennauer \| Allemagne \| Allemagne \| + 1 min 03 s \| \| 4e \| Lisa Klein \| Allemagne \| Allemagne \| + 1 min 23 s \| \| 5e \| Riejanne Markus \| Pays-Bas \| Pays-Bas \| + 1 min 44 s \| \| 6e \| Valeriya Kononenko \| Ukraine \| Ukraine \| + 1 min 52 s \| \| 7e \| Anna Kiesenhofer \| Autriche \| Autriche \| + 2 min 00 s \| \| 8e \| Vittoria Bussi \| Italie \| Italie \| + 2 min 09 s \| \| 9e \| Sara Van de Vel \| Belgique \| Belgique \| + 2 min 13 s \| \| 10e \| Emma Norsgaard \| Danemark \| Danemark \| + 2 min 18 s \| |                    |           |           |              |
| |                    |           |           |              |
| Source : Cycling Quotient |                    |           |           |              |
| Classement général |                    |           |           |              |
| Coureur | Coureur            | Pays      | Équipe    | Temps        |
| 1re | Marlen Reusser     | Suisse    | Suisse    | 27 min 12 s  |
| 2e | Ellen van Dijk     | Pays-Bas  | Pays-Bas  | + 20 s       |
| 3e | Lisa Brennauer     | Allemagne | Allemagne | + 1 min 03 s |
| 4e | Lisa Klein         | Allemagne | Allemagne | + 1 min 23 s |
| 5e | Riejanne Markus    | Pays-Bas  | Pays-Bas  | + 1 min 44 s |
| 6e | Valeriya Kononenko | Ukraine   | Ukraine   | + 1 min 52 s |
| 7e | Anna Kiesenhofer   | Autriche  | Autriche  | + 2 min 00 s |
| 8e | Vittoria Bussi     | Italie    | Italie    | + 2 min 09 s |
| 9e | Sara Van de Vel    | Belgique  | Belgique  | + 2 min 13 s |
| 10e | Emma Norsgaard     | Danemark  | Danemark  | + 2 min 18 s |

## Liste des participantes
| Liste des participants | Liste des participants | Liste des participants | Liste des participants | Liste des participants |
| Num                    | Coureur                | Équipe                 | Pos                    |                        |
| ---------------------- | ---------------------- | ---------------------- | ---------------------- | ---------------------- |
| 1                      | Ellen van Dijk         | Pays-Bas               | 2e                     |                        |
| 2                      | Marlen Reusser         | Suisse                 | 1re                    |                        |
| 3                      | Lisa Brennauer         | Allemagne              | 3e                     |                        |
| 4                      | Vittoria Bussi         | Italie                 | 8e                     |                        |
| 5                      | Audrey Cordon-Ragot    | France                 | 15e                    |                        |
| 6                      | Karolina Karasiewicz   | Pologne                | 19e                    |                        |
| 7                      | Alena Amialiusik       | Biélorussie            | 12e                    |                        |
| 8                      | Anna Kiesenhofer       | Autriche               | 7e                     |                        |
| 9                      | Nathalie Eklund        | Suède                  | 11e                    |                        |
| 10                     | Omer Shapira           | Israël                 | 18e                    |                        |
| 11                     | Valeriya Kononenko     | Ukraine                | 6e                     |                        |
| 12                     | Katrine Aalerud        | Norvège                | 16e                    |                        |
| 13                     | Sara Van de Vel        | Belgique               | 9e                     |                        |
| 14                     | Eugenia Bujak          | Slovénie               | 23e                    |                        |
| 15                     | Viktorija Senkutė      | Lituanie               | 32e                    |                        |
| 16                     | Tamara Dronova         | Russie                 | 17e                    |                        |
| 17                     | Lourdes Oyarbide       | Espagne                | 29e                    |                        |
| 18                     | Emma Norsgaard         | Danemark               | 10e                    |                        |
| 19                     | Hafdís Sigurðardóttir  | Islande                | 30e                    |                        |
| 20                     | Dana Rožlapa           | Lettonie               | 22e                    |                        |
| 21                     | Claire Faber           | Luxembourg             | 28e                    |                        |
| 22                     | Tereza Medvedová       | Slovaquie              | 33e                    |                        |
| 23                     | Riejanne Markus        | Pays-Bas               | 5e                     |                        |
| 24                     | Elise Chabbey          | Suisse                 | 20e                    |                        |
| 25                     | Lisa Klein             | Allemagne              | 4e                     |                        |
| 26                     | Elena Cecchini         | Italie                 | 25e                    |                        |
| 27                     | Aurela Nerlo           | Pologne                | 14e                    |                        |
| 28                     | Gabriela Erharter      | Autriche               | 24e                    |                        |
| 29                     | Rotem Gafinovitz       | Israël                 | 27e                    |                        |
| 30                     | Hanna Solovey          | Ukraine                | 21e                    |                        |
| 31                     | Ann-Sophie Duyck       | Belgique               | 13e                    |                        |
| 32                     | Tatiana Antoshina      | Russie                 | 26e                    |                        |
| 33                     | Gloria Rodríguez       | Espagne                | 31e                    |                        |

Source.